# Häxdansen
Häxdansen är en dramaserie samproducerad av SVT och Nordisk Film, regisserad av Magnus Rösman. Den består av sex delar, och sändes i SVT under perioden 17 mars-21 april 2008. Den utspelar sig i det lilla fiktiva samhället Bosjö. Häxdansen nominerades till TV-priset Kristallen för Bästa drama, 2008.

## Handling
Seriens handling kretsar runt ett fotbollslag, bosatta i det lilla samhället Bosjö. I Bosjö avrättades för länge sedan elva kvinnor misstänkta för häxeri. Nu, ungefär 400 år senare, har det anlagts en fotbollsplan på samma plats som kvinnorna avrättades. Mystiska saker har börjat hända i Bosjö i samband med anläggandet av fotbollsplanen. Varför bubblar det upp lera på fotbollsplanen, varför får en av tjejerna i laget rosa brev som ber henne utföra mystiska uppdrag och vad är det som rör sig i gångarna under planen, i det som en gång var mentalsjukhus?

## I rollerna
- Sofia Ledarp - Linda
- Hanna Malmberg - Sussie
- Julia Dufvenius - Sara
- Joakim Nätterquist - Henke
- Maria Langhammer - Kristina
- Livia Millhagen - Li
- Melinda Kinnaman - Nadja
- Malin Morgan - Ellen
- Thomas Hanzon - Patrik
- Shanti Roney - Petter Brandt
- Magnus Krepper - Tommy
- Christopher Wollter - Stefan, Nadjas man
- Jacob Nordenson  - Nadjas pappa
- Örjan Ramberg - Kommunalchefen Lundberg

### Fotnoter
1. ↑  ”Häxdansen”. Svensk mediedatabas. 17 mars 2008. https://smdb.kb.se/catalog/id/002261345. Läst 21 januari 2017.
2. ↑  ”Häxdansen”. Svensk mediedatabas. 17 mars 2008. https://smdb.kb.se/catalog/id/002273816. Läst 21 januari 2017.